# Kvadratno kolo
Kvadratno kolo je kolo, ki nima okrogle oblike, ampak je njegova oblika kvadrat.
Kvadratno kolo se bi enakomerno vrtelo, če bi bila podlaga enaka  obrnjeni verižnici, ki bi imela pravilno velikost in obliko krivin .